# Табу на имена
Табу на имена (кит. бихуэй — кит. трад. 避諱, упр. 避讳, пиньинь bìhuì) — существовавший в Китае запрет на произнесение или написание имён императоров и предков.
Виды табу:
- Го-хуэй (кит. трад. 國諱, упр. 国讳, пиньинь guó-huì) — запрет на употребление имени императора или его предков. Например, во времена династии Цинь не использовали имя императора Цинь Шихуанди — Чжэн (政), поэтому первый месяц года, который назывался чжэн-юэ (正月 — месяц правды), переименовали в дуань-юэ (端月 — месяц правильности). Имена предков, как правило, избегали упоминать до седьмого поколения.
- Цзя-хуэй (кит. трад. 家諱, упр. 家讳, пиньинь jiā-huì) — запрет на употребление имён собственных предков.
- Шэнжэнь-хуэй (кит. трад. 聖人諱, упр. 圣人讳, пиньинь shèngrén-huì) — запрет на употребление имён почитаемых людей. Так, например, во времена династии Цзинь имя Конфуция было табуированным.

В дипломатической переписке и в переписке между различными кланами соблюдались запреты на имена предков данного клана.
В 1777 г. Ван Сихоу (王錫侯) написал в своей книге имя императора Цяньлуна и в результате был казнён вместе со всей своей семьёй.
Существовало три способа избежать употребления табуированного иероглифа:
- Заменить иероглиф на другой, близкий по звучанию.
- Оставить вместо иероглифа пустое место.
- Пропустить в иероглифе одну черту (обычно последнюю).

В настоящее время эти запреты соблюдаются не так строго, но многие люди до сих пор предпочитают не давать своим детям имена, которые напоминали бы имя кого-то из предков. Возможно, именно поэтому среди китайцев и сейчас считается невежливым обращаться к старшим по имени и именно поэтому среди китайцев редко встречаются люди, у которых в имени присутствует дополнение «младший» или «третий».